# Lil Uzi Vert
Саймир Бизил Вудс (англ. Symere Bysil Woods, 31 июля 1995, Филадельфия, Пенсильвания, США), более известный под псевдонимом Lil Uzi Vert, — американский рэпер, певец и автор песен. Вудс известен татуировками и пирсингом на лице, эксцентричными причёсками и андрогинными образами. Родившийся и выросший в Филадельфии, Lil Uzi Vert получил признание после выпуска коммерческого микстейпа Luv Is Rage (2015), что привело к заключению контракта с Atlantic Records и Generation Now.
Lil Uzi Vert привлёк к себе внимание после выпуска дебютного сингла «Money Longer» в 2016 году. Трек стал заглавным синглом для последующего микстейпа Lil Uzi Vert vs. the World (2016), в который также вошла песня «You Was Right». После выпуска ещё двух пластинок в 2016 и 2017 годах, в том числе одной в сотрудничестве с Гуччи Мейном, Вудс поучаствовал на сингле Migos «Bad and Boujee», который занял первое место в чарте Billboard Hot 100.
«XO Tour Llif3» стал ведущим синглом для дебютного студийного альбома Lil Uzi Vert Luv Is Rage 2 (2017), который дебютировал под номером один в Billboard 200 и признан дважды платиновым Американской ассоциацией звукозаписывающих компаний (RIAA). На церемонии вручения премии «Грэмми» 2018 года рэпер был номинирован в категории «Лучший новый исполнитель». Его второй студийный альбом Eternal Atake стал одним из самых ожидаемых рэп-релизов того времени. После многолетних задержек он вышел 6 марта 2020 года. После выпуска совместной с Фьючером пластинки Pluto x Baby Pluto (2020), Lil Uzi Vert три года работал над своим третьем студийном альбомом Pink Tape, увидевшим свет 30 июня 2023 года. Сиквел Eternal Atake вышел 1 ноября 2024 года.

## Ранняя жизнь
Саймир Вудс родился 31 июля 1995 года в районе Фрэнсисвилл в Северной Филадельфии. Он вырос, слушая Майка Джонса и Ying Yang Twins. Дебютный альбом Джонса стал первой пластинкой, купленной Саймиром. Позже Вудс начал слушать Уиз Халифу и Мик Милла, которые повлияли на его будущий стиль. Он также слушал Paramore, Smash Mouth, The Rocket Summer, Simian, My Chemical Romance и The All-American Rejects, и назвал себя «большим поклонником Мэрилина Мэнсона».
Вудс начал читать рэп в 10-м классе, назвав себя «обычным ребенком, который на самом деле не хотел читать рэп». После того, как он услышал фристайл одноклассника Уильяма Астона поверх переделанного инструментала песни Криса Брауна. Вудс, Астон и ещё один друг создали рэп-группу Steaktown, которая распалась, когда Саймиру было 17 лет.
Вудс бросил школу и вскоре начал работать в магазине Bottom Dollar, но через четыре дня уволился, и мать выгнала его из дома. Ситуация привела к тому, что он сделал свою первую татуировку на лице, слово «Вера» под линией волос, что спровоцировало его серьёзно отнестись к своей рэп-карьере.
В июле 2021 года Вудс сообщил в Twitter, что в его свидетельстве о рождении указано, что он родился в 1995 году, хотя ошибочно полагал, что на год старше.

## Карьера
Музыкальные способности Саймира Вудса были замечены Доном Кэнноном, который услышал одну из песен Узи, которую играл на радио DJ Diamond Kuts. Вудс позже подписал контракт с диджеем Драмой, Доном Кэнноном и лейблом Лейтона Моррисона Generation Now, а также с Atlantic Records. Он привлек внимание после того участия в сингле «WDYW» Carnage с ASAP Ferg и Rich The Kid в 2015 году.
30 октября 2015 года Вудс выпустил свой дебютный коммерческий микстейп Luv is Rage на онлайн-платформу SoundCloud. В записи микстейпа приняли участие исполнители Уиз Халифа и Янг Таг. Позже, 18 декабря, микстейп появился на остальных стриминговых сервисах без 4 песен: «Queso», «Moist», «Wit My Crew x 1987», «Nuyork Nights at 21».
15 апреля 2016 года он выпустил свой четвёртый микстейп Lil Uzi Vert vs. the World, записанный вместе с Don Cannon, Metro Boomin, WondaGurl, M-TRAX, Smatt Sertified и других. В июне 2016 года Узи был назван одним из десяти лучших новичков 2016 года XXL. Помимо признания, Lil Uzi Vert, вместе с 21 Savage, Denzel Curry, Kodak Black и Lil Yachty был приглашён на запись ежегодного "XXL Freshman Cypher". Именно запись 2016 года признаётся многими лучшим сайфером за всё время. 31 июля 2016 года он выпустил свой пятый микстейп The Perfect Luv Tape, на котором присутствует песня «Seven Million», записанная вместе с Фьючером.
25 августа 2017 года Lil Uzi Vert выпустил дебютный студийный альбом Luv Is Rage 2, гостями альбома стали The Weeknd и Фаррелл Уильямс. 4 сентября был выпущен клип на сингл «XO Tour Llif3».
В начале 2019 года заявил, что собирается уйти из музыки и что уже удалил все неизданные с 2013 года треки. Однако уже в апреле выпустил новый материал. 23 апреля вышла песня «That’s a Rack».
6 марта 2020 года выпустил второй студийный альбом Eternal Atake, а через неделю его делюкс версию под названием Lil Uzi Vert vs. the World 2.
13 ноября 2020 года выпустил студийный альбом Pluto x Baby Pluto совместно с Фьючером. 17 ноября была выпущена делюкс-версия.
4 февраля 2021 года вживил в свой лоб бриллиант весом в 10 карат и стоимостью 24 миллиона долларов.
22 июля 2022 года выпустил свой третий мини-альбом Red & White.
30 июня 2023 года вышел третий студийный альбом Pink Tape.

## Музыкальный стиль
В 2016 году обозреватель сайта Complex назвал Lil Uzi Vert «одним из тех исполнителей, на которых нужно обратить внимание». Журнал Spin написал: «22-летний парень закрепил за собой место». Обозреватель Vice назвал его «выраженным харизматиком», «естественным конферансье», который «к добру или к худу, но тянет людей в будущее».
Complex сравнил стиль Lil Uzi Vert с рок-музыкой, его также называли эмо-рэпом и панк-рэпом. Vanity Fair описывают Саймира как представителя лоу-фай хип-хопа, а американский рэпер ASAP Rocky сравнивал его с рэпером Лилом Уэйном.

## Личная жизнь
Вудс был в отношениях с модельером Бриттани Бёрд с 2014 по 2017 год. Она переехала из Калифорнии, чтобы поступить в Школу дизайна Парсонса, когда встретила Саймира. Вудс впервые упомянул Бёрд в своей песне «Nuyork Nights at 21» из Luv Is Rage, а позже написал о ней несколько других треков. Бриттани также появилась в видеоклипе на прорывной сингл Lil Uzi Vert «Money Longer». 26 июня 2017 года Вудс и Бёрд расстались, о чём первый объявил песней «Stole Your Luv». С 2019 года рэпер состоит в отношениях с JT из хип-хоп дуэта City Girls.
После смерти рэпера Lil Peep от случайной передозировки фентанила Вудс объявил, что бросает наркотики.
После убийства друга Вудса, рэпера и певца XXXTentacion, Lil Uzi Vert обратился за помощью в социальных сетях к другим рэперам, чтобы создать фонд против насилия с применением огнестрельного оружия, который обеспечил бы семью XXXTentacion и его будущего ребёнка.

### Бриллиант во лбу
В феврале 2021 года Вудс сообщил, что он вживил в лоб 10-каратный розовый бриллиант, что он планировал сделать с 2017 года. Lil Uzi Vert приобрёл бриллиант, стоимость которого оценивалась в 24 миллиона долларов, у ювелира Эллиота Элиантте. Вудс заявил, что на это решение повлиял мультфильм «Вселенная Стивена», фанатом которого он является, и рэпер Lil B, у которого есть аналогичный имплантат. Рэпер также поведал, что он «может умереть», если бриллиант не будет удалён «правильным образом». В июне того же года ему сняли драгоценный камень со лба. Он повторно имплантировал его для своего выступления на Rolling Loud в следующем месяце, а в сентябре выяснилось, что фанаты вырвали его. Серьёзных повреждений рэпер не получил и заявил, что алмаз все ещё у него. С тех пор он заменил его пирсингом со штангой.
Имплантат породил несколько интернет-мемов, сравнивающих новую внешность Вудса с Вижном в кинематографической вселенной Marvel.

### Сатанизм
Вудса обвиняли в том, что он сатанист. Первым это сделал рэпер Daylyt, который утверждал, что Lil Uzi Vert поклонялся сатане. В июле 2018 года Вудс сказал толпе фанатов, что они «идут с ними в ад».
В августе 2017 года Вудс добавил сатанинские образы в свои аккаунты в социальных сетях, он также часто произносил фразы, часто связанные с сатанизмом, такие как «666». Lil Uzi Vert часто пропагандировал сатанизм в своих социальных сетях из-за чего звукозаписывающий лейбл лишил его доступа к Instagram.

## Конфликты
У Вудса был давний конфликт с владельцами лейбла Generation Now Don Cannon и DJ Drama по поводу его музыки. Lil Uzi Vert оскорбил их из-за задержек с выпуском альбома Luv Is Rage 2, советовал людям не подписывать контракт с Generation Now и назвал DJ Drama «стариком».
29 апреля 2016 года рэпер из Атланты OG Maco заявил в социальных сетях, что он «проложил путь» для Вудса и что Lil Uzi Vert «воровал их соус», имея в виду его стиль. OG Maco намекнул, что между ними и Вудсом не было проблем, хотя Саймир обиделся на его комментарий, который упомянул рэпера из Атланты Reese LaFlare, с которым Lil Uzi Vert враждовал. В августе 2016 года Вудс попытался напасть на Reese LaFlare на Day N Night Fest, но его остановила служба безопасности. В сентябре 2016 года OG Maco и Lil Uzi Vert помирились. В январе 2018 года Вудс ударил Reese LaFlare по лицу и похвастался этим в Twitter, затем пост был удалён.
В начале 2018 года Вудс написал в Twitter, что он недоволен лейблом Generation Now. Рэпер Rich the Kid ответил, что если бы Lil Uzi Vert подписал контракт с его лейблом Rich Forever Music, у него никогда бы не было этой проблемы. Вудс написал: «Парень, я не подписываюсь на 20 000 долларов». Затем Rich the Kid ответил, что в любом случае стоило бы принять это предложение. Достаточно скоро ситуация обострилась. В марте 2018 года Rich the Kid выпустил дисс-трек на Lil Uzi Vert под названием «Dead Friends», представляющий собой отсылку на строчки из «XO Tour Llif3». В июне 2018 года в Starbucks Саймир попытался напасть на Rich the Kid, но был остановлен охраной. В 2022 году они помирились.

## Проблемы с законом
8 декабря 2016 года Вудс был арестован в Атланте, штат Джорджия, за неосторожное вождение внедорожного мотоцикла. Саймир и его друг ехали на нём без фонарей и шлемов, прежде чем их заметила полиция. Преследуемый полицией, Вудс упал с мотоцикла и попытался убежать пешком, но был пойман и задержан под залог в размере 6500 долларов. В ноябре 2017 года обвинение было снято, и Саймир был приговорен к общественным работам. В октябре 2020 года Вудс и ещё несколько человек были арестованы на улицах Филадельфии после участия в перестрелке с пейнтбольным оружием.
2 июля 2021 года Вудс и Saint Jhn вступили в конфронтацию после того, как второй был замечен Lil Uzi Vert с его бывшей девушкой Бриттани Бёрд. Конфликт перерос в драку между ними, в результате чего Саймир направил пистолет на них, а затем приставил его к животу своей бывшей девушки. Сообщалось, что никто не пострадал и все покинули место происшествия.
6 июля 2021 года журнал XXL сообщил, что Вудс якобы несколько раз ударил Бёрд кулаком по лицу, из-за чего та была госпитализирована. Lil Uzi Vert не ответили на обвинения Бриттани.
2 февраля 2022 года TMZ сообщил, что Вудс отказался от оспаривания в суде по одному пункту обвинения в совершении тяжкого преступления с применением огнестрельного оружия и мелком ранении. Позже он согласился на сделку о признании вины и приговору к 3 годам формального испытательного срока, 1 году лечения психического здоровья и от злоупотребления психоактивными веществами, 52 неделям консультирования по вопросам домашнего насилия, реституции и 10-летнему уголовному охранному ордеру.

## Дискография
Студийные альбомы
- Luv Is Rage 2 (2017)
- Eternal Atake (2020)
- Pink Tape (2023)
- Eternal Atake 2 (2024)

Делюкс-альбомы
- Lil Uzi Vert vs. the World 2 (2020)

Совместные студийные альбомы
- Pluto x Baby Pluto (совместно с Фьючером) (2020)